# Ragnhild Gulbrandsen
Ragnhild Gulbrandsen, född 22 februari 1977 i Trondheim, är en norsk fotbollsspelare (anfallare). 
Gulbrandsen spelar för klubben Asker i norska Toppserien. Tidigare spelade hon för Boston Breakers i den amerikanska proffsligan. 
Gulbrandsen var med i det norska lag som vann OS-guld 2000 och Gulbrandsen gjorde själv det avgörande målet i finalen.